# نیایشگاه دلفی
نیایشگاه دِلفی (delphi)(به یونانی: Δαφνί) در ۲۳ کیلومتری شمال غرب مرکز شهر آتن قرار دارد. در نزدیکی این نیایشگاه یک جنگل با همین نام قرار دارد که ۵ تا ۲۰ کیلومتر مربع وسعت دارد. این نیایشگاه در قرن ۶ تأسیس شد. کلیسای اصلی یک بنای تاریخی زیبا از هنر بیزانس است که در قرن ۱۱ ساخته شده‌است. نیایشگاه دلفی در سال ۱۹۹۰ در میراث جهانی یونسکو به ثبت رسید و در سال ۱۹۹۹ به دلیل زلزله به شدت به آن آسیب وارد شد.

## تاریخچه
هر معبد یونانی بنای مقدسی بود که به یک ایزد خاص اختصاص داشت و نیایشگران بر این باور بودند که او مرتب به آن بنا سر می‌زند. حتی کوچک‌ترین شهرها چندین معبد داشتند و هر ایزدی معابدی داشت که در سرتاسر یونان پراکنده بودند. سرانجام عبادتگاه‌های دینی خاصی در یونان پدیدار شدند که همه پولیس‌های گوناگون (دولت‌شهرهای مختلف یونان مثل آتن، اسپارت و ...) آن‌ها را دارایی مشترکشان به حساب می‌آوردند. مهم‌ترین و مشهورترین آن‌ها نیایشگاه دلفی بود که اوراکل دلفی در آن قرار داشت. این اوراکل از طریق کاهنه‌ای به نام پوتیا پیام‌های ایزد آپولون را به نیایشگران منتقل می‌کرد و مرکز ارتباط میان انسان و جهان ایزدی به‌شمار می‌رفت. معبد دلفی بدون اوراکل فقط یک عبادتگاه محلی بود، اما با حضور آن به مهم‌ترین مرکز مذهبی و مشورتی سراسر یونان بدل شد.
معبد دلفی به ایزد بلندمرتبه خورشید، آپولون تعلق داشت. مردم از سرتاسر یونان برای نظرخواهی از پوتیا، کاهنهٔ غیبگوی عبادتگاه، به آنجا سفر می‌کردند. اکثر مردم عقیده داشتند آپولون و دیگر ایزدان به واسطه او مستقیماً با انسان‌ها سخن می‌گویند. هیچ‌کس به‌درستی نمی‌دانست پوتیا چگونه برگزیده می‌شود، اما معمولاً زنی دهقانی و بی‌نام‌ونشان بود که از نظر اجتماعی برجسته نبود. با این حال، سخنان او در حکم کلام ایزدی تلقی می‌شد. کسانی که برای مشورت به دلفی می‌آمدند، هزینهٔ زندگی پوتیا را می‌پرداختند. هرچند معابد دیگری نیز در یونان کاهنه‌های پیشگو داشتند، هیچ‌کدام به اندازه معبد دلفی مقدس و معتبر شمرده نمی‌شد. دلفی نه‌فقط عبادتگاهی برای آپولون، بلکه نقطهٔ اتصال میان انسان و جهان غیب بود.
سرانجام، همین که احیای تجارت آغاز شد و پولیس‌ها ثروتمند شدند، نیایشگاه دلفی به انبار بزرگی از مال و منال تبدیل شد. بسیاری از نیایشگران، افزون بر پرداخت ورودیه، هدایای فاخر، از جمله فلزات گرانبهایی چون طلا برای آپولون می‌آوردند. همچنین، از آنجا که عبادتگاه محل مقدسی بود که کسی جرأت سرقت از آن نداشت، مردم اغلب اشیای قیمتی خود را به امانت در آنجا می‌گذاشتند.
طبق نوشته‌های تیتوس لیویوس در کتاب از پیدایش روم، لوکیوس تارکوئینیوس متکبر، واپسین پادشاه روم، خوابی ناخوشایند دید که از آن بسیار مضطرب شد و تصمیم گرفت کسانی را به‌سوی غیب‌گوی دلفی بفرستد تا از وی تعبیر آن خواب را بخواهند. چون جرئت نکرد پاسخ‌های احتمالی آن غیب‌گو را به کس دیگری بسپارد، دو پسرش، تیتوس و آرونس، را روانه‌ی دلفی یونان کرد و خواهرزاده‌ی خویش، لوکیوس یونیوس بروتوس، را نیز به‌عنوان همسفر ضمیمه‌ی ایشان کرد. پس چون این سه تن به معبد دلفی رسیدند و تعبیر خواب شاه را از آن پیشگو خواستند، تیتوس و آرونس از پیشگو پرسیدند که کدامشان پادشاه روم خواهد شد. پیشگو پاسخ داد که هرکس که زودتر مادرش را بوسه زند، پادشاه روم می‌شود. در حالی‌که تیتوس و آرونس قرعه می‌زدند که کدام‌یک پس از رسیدن به روم مادرش را ببوسد، بروتوس با خود پنداشت که منظور آن پیشگو از لفظ «مادر» زمین بوده است. پس تظاهر به لغزیدن کرد و در حینی که به زمین می‌افتاد، زمین را بوسید.